# アーミナ・ビント・ワフブ
アーミナ・ビント・ワフブ（Amina bt. Wahb al-Zuhriyya,  c. 549–577）は、6世紀アラビアの女性。イスラームの創唱者である預言者ムハンマドの実母。クライシュ部族のズフラ氏族の出身。

## 生涯

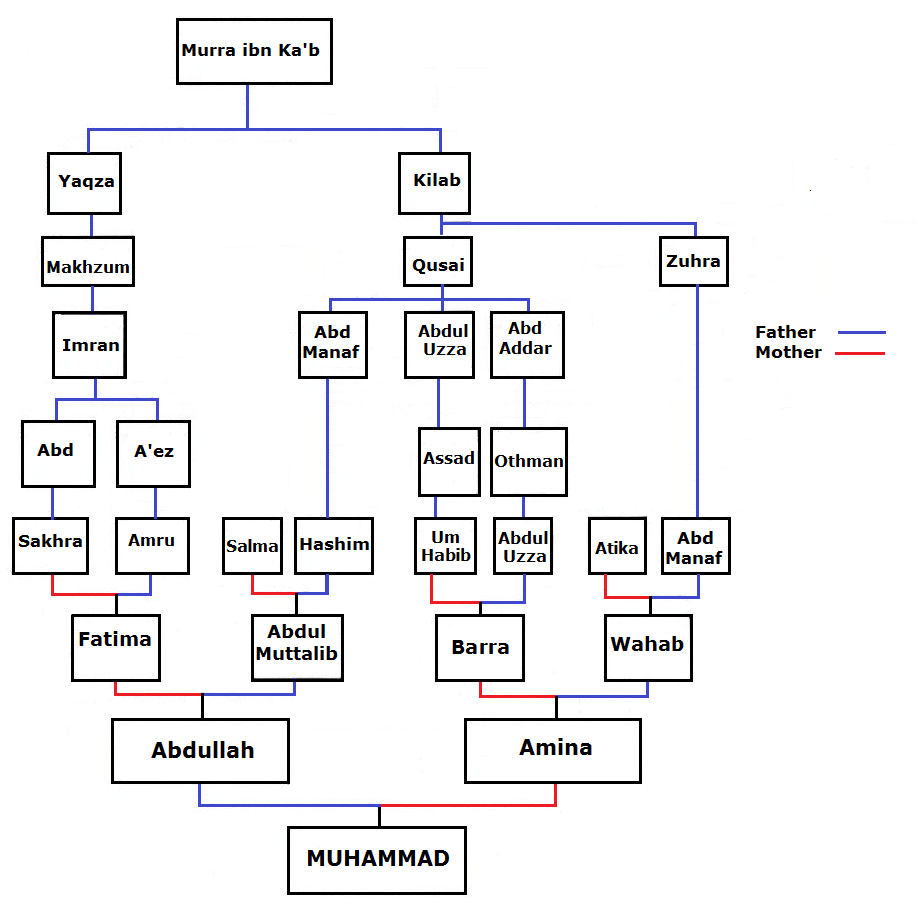
ムハンマドの先祖を示す家系図

アーミナは、ズフラ氏族のワフブ・イブン・アブドマナーフを父とし、アブドゥッダール氏族のバッラ・ビント・アブドゥルウッザーを母として、メッカに生まれた。ズフラ氏族の名祖であるズフラという人は、アーミナから父系のみを直列にさかのぼって3代前（アブドマナーフの父、アーミナにとって曽祖父）の男性である。と同時に、のちにアーミナの夫となるアブドゥッラー・イブン・アブドゥルムッタリブの父系先祖のクサイイという人の兄でもある。
アブドゥルムッタリブは末の息子アブドゥッラーをアーミナに結婚させることを彼女の監護権を持つ伯父のウハイブ Wuhayb に持ちかけ、ウハイブが承諾して結婚が成立したとされる。イブン・サアドの Ṭabaqāt によると、アーミナとアブドゥッラーが婚約すると同時に、アブドゥルムッタリブとウハイブの娘ハーラも婚約した、そのためハーラは従姉妹のアーミナと同じ日に結婚したという。Montgomery-Watt (1960) によると、この逸話が真実ならイスラーム期以後には忘れ去られてしまった結婚に関するアラブの慣習が存在した可能性もある。
アーミナはアブドゥッラーと結婚し、妊娠した。生まれた男子が、のちにイスラームを創唱するムハンマド・イブン・アブドゥッラーである。しかし、夫のアブドゥッラーはムハンマドの誕生前、あるいは幼少期に病死してしまい、アーミナは寡婦になった。なお、アーミナが生涯に産んだ子どもはこのムハンマドただ一人である:120。
ムハンマドは、アーミナの存命中は（ベドウィンの女性の下に一時、預けられた期間を除いては）、母アーミナと一緒に暮らした。おそらくはアーミナの家族とともに生活したようである。
ムハンマドが6歳になったとき、アーミナはムハンマドに再会し、親戚の多いヤスリブに連れて行った。1か月後、自身が所有する奴隷ウンム・アイマンを伴ってメッカに戻る際、アーミナは病気になり、577年あるいは578年ごろに亡くなった。アブワーウ村に葬られたが、墓地は1998年に破壊された。幼いムハンマドは父方祖父のアブドゥルムッタリブが引き取った。

## ムハンマドの近親者の救済に関する議論
イスラーム教の来世観は個人主義的である。来世（アーヒラ）は各人の行いに応じて決まる。血統が来世に影響するという考えは批難される。「預言者ムハンマドの父母が火獄（ジャハンナム）にいる」と預言者自身が述べていると解釈可能な真正ハディースが複数、存在する（サヒーフ・ムスリム 1:406, 11:135）。
ムハンマドの父母がどのような信仰を持ち、なにを実践してきたかについて、また、彼らの来世の運命について、イスラーム教徒の学者は古来、議論を続けてきたが、統一された見解はない。アブー・ダーウードとイブン・マージャが伝えるハディースではアッラーはアーミナの不信仰（クフル）を寛恕しないとされている一方で、アブー・バクル・バッザールが伝えるハディースではムハンマドの両親は生き返りバルザフへ戻る前にイスラームに改宗したともされている:11。イスラームの神学には「アフルル・ファトラ」という概念があり、預言者イーサーとムハンマドの時代の間に生きた人々のことをいう。アシュアリー派とシャーフィイー派の学者の中には、このアフルル・ファトラに該当する人々はだれも来世で罰を受けることはないと主張する学者もいる。ただし「アフルル・ファトラ」概念は必ずしも、イスラーム教徒の学者ならだれでも受け入れている概念であるとは言えず、多神信仰（シルク）の積極的実践者に救済はどの程度ありうるのかという問題については議論がある。イスラーム教徒の学者の大多数は、この問題について意見が分かれていることについて合意に達している一方で、ムハンマドの両親が火獄で苦しめられていると述べるハディースの存在には無視を決め込んでいる。
アブー・ハニーファの作とされている著作の中には、ムハンマドの両親が死後、火獄で苦しめられている（Mata 'ala al-fitrah）と述べているものがある。それよりも新しい「マウリド文献」と呼ばれる文献の中には、彼らは一時的に生き返り、イスラームに改宗したというハディースを伝えるが、イブン・タイミーヤはこの伝承を虚偽と断じる（クルトゥビーによればこの伝承は神学と調和しない）。16世紀のアリー・カーリーによれば、ムハンマドの両親は二人ともイスラーム教徒だったとみなすのが望ましい:28。スユーティーやイスマーイール・ハッキー・ブルーサウィー（17世紀）などの学者は、ムハンマドの両親に関するハディースに示されている「彼らが許されていない」という神意は、のちに彼らに命が再び与えられ、彼らがイスラームを受け容れたときに廃棄（ナスフ）されたと考えている:24。以上のようなスンナ派の学説に対して、シーア派のハディースにはアッラーは地獄の炎がムハンマドの両親のいずれにも触れることを禁じていると述べているものがある。シーア派には、アーミナを含むムハンマドの先祖はすべて、一神教徒であり天国に入ると信じられている。

## 註釈
1. ↑  ムハンマドの父の病没時期については諸説あり、非常によく参照されるムハンマドの伝記『預言者伝』（イブン・イスハーク述、イブン・ヒシャーム編）ではアーミナの妊娠中に亡くなったと記載されていることから＜一般的には＞そのように言われている[1][4]。『預言者伝』によると、アブドゥッラーは父の指示でガザまで隊商を率いて遠距離貿易の旅に出て、帰り道のヤスリブで病死する[一次資料 1]。しかし一部の古い歴史書のなかにはムハンマドが月齢で28か月のころに亡くなったと伝えるものもあり、通説は何らかの脚色があるかもしれないと古くから（具体的にはワーキディーの時代から）指摘されている[4]。詳細はアブドゥッラー・イブン・アブドゥルムッタリブの項を参照。
2. ↑  ムハンマドは当時の高貴な生まれの人々の慣習に従って、乳母に育てられた。当時のアラビアでは、自律と高貴な人格、自由は沙漠でこそ培われると信じられていた。アーミナはムハンマドを沙漠のベドウィンのもとへ送った。乳母はハワーズィン部族のサアド氏族に属するハリーマ・ビント・アビー・ズアイブというベドウィンの女性である[6]。

## 一次資料を典拠とする出典
1. 1 2 3  Ibn Ishaq Alfred Guillaume訳 (1955). Ibn Hisham. ed. Life of Muhammad. Oxford University Press. pp. 68–79